# Hans-Peter Rehm
Hans-Peter Rehm (Geislingen an der Steige, 28 novembre 1942) è un compositore di scacchi tedesco.
Nel 1984 è diventato il primo tedesco ad ottenere il titolo di Grande Maestro della composizione.
Ha composto prevalentemente problemi classici diretti, specialmente in più mosse, ma anche problemi eterodossi.
È un rappresentante della Neudeutsche Schule (Nuova Scuola Tedesca), che tiene in considerazione soprattutto l'aspetto logico della composizione. Ha ottenuto anche il titolo di Giudice internazionale della composizione ed è al secondo posto nella classifica 1914-2000 degli album FIDE con 202,7 punti (dopo Petko Petkov con 333,5 punti).
Fino al pensionamento nel 2007 è stato docente di matematica al Karlsruher Institut für Technologie.
Un problema di Hans-Peter Rehm:
|   | a | b | c | d | e | f | g | h |   |
| 8 | h8 re del nero · f7 re del bianco · h6 pedone del nero · d3 torre del bianco · a2 pedone del nero · h2 cavallo del nero · b1 torre del bianco | h8 re del nero · f7 re del bianco · h6 pedone del nero · d3 torre del bianco · a2 pedone del nero · h2 cavallo del nero · b1 torre del bianco | h8 re del nero · f7 re del bianco · h6 pedone del nero · d3 torre del bianco · a2 pedone del nero · h2 cavallo del nero · b1 torre del bianco | h8 re del nero · f7 re del bianco · h6 pedone del nero · d3 torre del bianco · a2 pedone del nero · h2 cavallo del nero · b1 torre del bianco | h8 re del nero · f7 re del bianco · h6 pedone del nero · d3 torre del bianco · a2 pedone del nero · h2 cavallo del nero · b1 torre del bianco | h8 re del nero · f7 re del bianco · h6 pedone del nero · d3 torre del bianco · a2 pedone del nero · h2 cavallo del nero · b1 torre del bianco | h8 re del nero · f7 re del bianco · h6 pedone del nero · d3 torre del bianco · a2 pedone del nero · h2 cavallo del nero · b1 torre del bianco | h8 re del nero · f7 re del bianco · h6 pedone del nero · d3 torre del bianco · a2 pedone del nero · h2 cavallo del nero · b1 torre del bianco | 8 |
| 7 | h8 re del nero · f7 re del bianco · h6 pedone del nero · d3 torre del bianco · a2 pedone del nero · h2 cavallo del nero · b1 torre del bianco | h8 re del nero · f7 re del bianco · h6 pedone del nero · d3 torre del bianco · a2 pedone del nero · h2 cavallo del nero · b1 torre del bianco | h8 re del nero · f7 re del bianco · h6 pedone del nero · d3 torre del bianco · a2 pedone del nero · h2 cavallo del nero · b1 torre del bianco | h8 re del nero · f7 re del bianco · h6 pedone del nero · d3 torre del bianco · a2 pedone del nero · h2 cavallo del nero · b1 torre del bianco | h8 re del nero · f7 re del bianco · h6 pedone del nero · d3 torre del bianco · a2 pedone del nero · h2 cavallo del nero · b1 torre del bianco | h8 re del nero · f7 re del bianco · h6 pedone del nero · d3 torre del bianco · a2 pedone del nero · h2 cavallo del nero · b1 torre del bianco | h8 re del nero · f7 re del bianco · h6 pedone del nero · d3 torre del bianco · a2 pedone del nero · h2 cavallo del nero · b1 torre del bianco | h8 re del nero · f7 re del bianco · h6 pedone del nero · d3 torre del bianco · a2 pedone del nero · h2 cavallo del nero · b1 torre del bianco | 7 |
| 6 | h8 re del nero · f7 re del bianco · h6 pedone del nero · d3 torre del bianco · a2 pedone del nero · h2 cavallo del nero · b1 torre del bianco | h8 re del nero · f7 re del bianco · h6 pedone del nero · d3 torre del bianco · a2 pedone del nero · h2 cavallo del nero · b1 torre del bianco | h8 re del nero · f7 re del bianco · h6 pedone del nero · d3 torre del bianco · a2 pedone del nero · h2 cavallo del nero · b1 torre del bianco | h8 re del nero · f7 re del bianco · h6 pedone del nero · d3 torre del bianco · a2 pedone del nero · h2 cavallo del nero · b1 torre del bianco | h8 re del nero · f7 re del bianco · h6 pedone del nero · d3 torre del bianco · a2 pedone del nero · h2 cavallo del nero · b1 torre del bianco | h8 re del nero · f7 re del bianco · h6 pedone del nero · d3 torre del bianco · a2 pedone del nero · h2 cavallo del nero · b1 torre del bianco | h8 re del nero · f7 re del bianco · h6 pedone del nero · d3 torre del bianco · a2 pedone del nero · h2 cavallo del nero · b1 torre del bianco | h8 re del nero · f7 re del bianco · h6 pedone del nero · d3 torre del bianco · a2 pedone del nero · h2 cavallo del nero · b1 torre del bianco | 6 |
| 5 | h8 re del nero · f7 re del bianco · h6 pedone del nero · d3 torre del bianco · a2 pedone del nero · h2 cavallo del nero · b1 torre del bianco | h8 re del nero · f7 re del bianco · h6 pedone del nero · d3 torre del bianco · a2 pedone del nero · h2 cavallo del nero · b1 torre del bianco | h8 re del nero · f7 re del bianco · h6 pedone del nero · d3 torre del bianco · a2 pedone del nero · h2 cavallo del nero · b1 torre del bianco | h8 re del nero · f7 re del bianco · h6 pedone del nero · d3 torre del bianco · a2 pedone del nero · h2 cavallo del nero · b1 torre del bianco | h8 re del nero · f7 re del bianco · h6 pedone del nero · d3 torre del bianco · a2 pedone del nero · h2 cavallo del nero · b1 torre del bianco | h8 re del nero · f7 re del bianco · h6 pedone del nero · d3 torre del bianco · a2 pedone del nero · h2 cavallo del nero · b1 torre del bianco | h8 re del nero · f7 re del bianco · h6 pedone del nero · d3 torre del bianco · a2 pedone del nero · h2 cavallo del nero · b1 torre del bianco | h8 re del nero · f7 re del bianco · h6 pedone del nero · d3 torre del bianco · a2 pedone del nero · h2 cavallo del nero · b1 torre del bianco | 5 |
| 4 | h8 re del nero · f7 re del bianco · h6 pedone del nero · d3 torre del bianco · a2 pedone del nero · h2 cavallo del nero · b1 torre del bianco | h8 re del nero · f7 re del bianco · h6 pedone del nero · d3 torre del bianco · a2 pedone del nero · h2 cavallo del nero · b1 torre del bianco | h8 re del nero · f7 re del bianco · h6 pedone del nero · d3 torre del bianco · a2 pedone del nero · h2 cavallo del nero · b1 torre del bianco | h8 re del nero · f7 re del bianco · h6 pedone del nero · d3 torre del bianco · a2 pedone del nero · h2 cavallo del nero · b1 torre del bianco | h8 re del nero · f7 re del bianco · h6 pedone del nero · d3 torre del bianco · a2 pedone del nero · h2 cavallo del nero · b1 torre del bianco | h8 re del nero · f7 re del bianco · h6 pedone del nero · d3 torre del bianco · a2 pedone del nero · h2 cavallo del nero · b1 torre del bianco | h8 re del nero · f7 re del bianco · h6 pedone del nero · d3 torre del bianco · a2 pedone del nero · h2 cavallo del nero · b1 torre del bianco | h8 re del nero · f7 re del bianco · h6 pedone del nero · d3 torre del bianco · a2 pedone del nero · h2 cavallo del nero · b1 torre del bianco | 4 |
| 3 | h8 re del nero · f7 re del bianco · h6 pedone del nero · d3 torre del bianco · a2 pedone del nero · h2 cavallo del nero · b1 torre del bianco | h8 re del nero · f7 re del bianco · h6 pedone del nero · d3 torre del bianco · a2 pedone del nero · h2 cavallo del nero · b1 torre del bianco | h8 re del nero · f7 re del bianco · h6 pedone del nero · d3 torre del bianco · a2 pedone del nero · h2 cavallo del nero · b1 torre del bianco | h8 re del nero · f7 re del bianco · h6 pedone del nero · d3 torre del bianco · a2 pedone del nero · h2 cavallo del nero · b1 torre del bianco | h8 re del nero · f7 re del bianco · h6 pedone del nero · d3 torre del bianco · a2 pedone del nero · h2 cavallo del nero · b1 torre del bianco | h8 re del nero · f7 re del bianco · h6 pedone del nero · d3 torre del bianco · a2 pedone del nero · h2 cavallo del nero · b1 torre del bianco | h8 re del nero · f7 re del bianco · h6 pedone del nero · d3 torre del bianco · a2 pedone del nero · h2 cavallo del nero · b1 torre del bianco | h8 re del nero · f7 re del bianco · h6 pedone del nero · d3 torre del bianco · a2 pedone del nero · h2 cavallo del nero · b1 torre del bianco | 3 |
| 2 | h8 re del nero · f7 re del bianco · h6 pedone del nero · d3 torre del bianco · a2 pedone del nero · h2 cavallo del nero · b1 torre del bianco | h8 re del nero · f7 re del bianco · h6 pedone del nero · d3 torre del bianco · a2 pedone del nero · h2 cavallo del nero · b1 torre del bianco | h8 re del nero · f7 re del bianco · h6 pedone del nero · d3 torre del bianco · a2 pedone del nero · h2 cavallo del nero · b1 torre del bianco | h8 re del nero · f7 re del bianco · h6 pedone del nero · d3 torre del bianco · a2 pedone del nero · h2 cavallo del nero · b1 torre del bianco | h8 re del nero · f7 re del bianco · h6 pedone del nero · d3 torre del bianco · a2 pedone del nero · h2 cavallo del nero · b1 torre del bianco | h8 re del nero · f7 re del bianco · h6 pedone del nero · d3 torre del bianco · a2 pedone del nero · h2 cavallo del nero · b1 torre del bianco | h8 re del nero · f7 re del bianco · h6 pedone del nero · d3 torre del bianco · a2 pedone del nero · h2 cavallo del nero · b1 torre del bianco | h8 re del nero · f7 re del bianco · h6 pedone del nero · d3 torre del bianco · a2 pedone del nero · h2 cavallo del nero · b1 torre del bianco | 2 |
| 1 | h8 re del nero · f7 re del bianco · h6 pedone del nero · d3 torre del bianco · a2 pedone del nero · h2 cavallo del nero · b1 torre del bianco | h8 re del nero · f7 re del bianco · h6 pedone del nero · d3 torre del bianco · a2 pedone del nero · h2 cavallo del nero · b1 torre del bianco | h8 re del nero · f7 re del bianco · h6 pedone del nero · d3 torre del bianco · a2 pedone del nero · h2 cavallo del nero · b1 torre del bianco | h8 re del nero · f7 re del bianco · h6 pedone del nero · d3 torre del bianco · a2 pedone del nero · h2 cavallo del nero · b1 torre del bianco | h8 re del nero · f7 re del bianco · h6 pedone del nero · d3 torre del bianco · a2 pedone del nero · h2 cavallo del nero · b1 torre del bianco | h8 re del nero · f7 re del bianco · h6 pedone del nero · d3 torre del bianco · a2 pedone del nero · h2 cavallo del nero · b1 torre del bianco | h8 re del nero · f7 re del bianco · h6 pedone del nero · d3 torre del bianco · a2 pedone del nero · h2 cavallo del nero · b1 torre del bianco | h8 re del nero · f7 re del bianco · h6 pedone del nero · d3 torre del bianco · a2 pedone del nero · h2 cavallo del nero · b1 torre del bianco | 1 |
|   | a | b | c | d | e | f | g | h |   |